# Сайко Андрій Трохимович
Сайко Андрій Трохимович (1918—2005 рр.) — педагог, організатор науки і освіти на Донбасі, Заслужений учитель України, доцент, створив психолого-педагогічну школу керівника освітніх установ. За досягнення в розвитку освіти нагороджений вищим орденом СРСР — орден Леніна (1966 р.), орденом ім. К. Д. Ушинського і медаллю ім. А. С. Макаренка.

## Біографія
Народився 30 жовтня 1918 року в заможній селянській сім'ї в с. Грунь Сумської області. Закінчив середню школу № 93 міста Донецьк (1935 р.). Працював на Донецькому машинобудівному заводі (1936—1939 р.). З осені 1939 року — в лавах Радянської армії. Учасник німецько-радянської війни. Нагороджений орденом Червоної Зірки, «Знак Пошани», бойовими медалями. Закінчив філологічний факультет Донецького державного педагогічного інституту (1955 р.), працював директором школи в м. Донецьк. Очолював комсомольські і партійні органи в обласному центрі Донбасу (1956—1962 рік), а також Донецький обласний відділ народної освіти (1962—1974). Кандидат педагогічних наук (1978 р.). Доцент Донецького університету та Донецького обласного інституту вдосконалення вчителів (1976—2000 р.).